# پژمان خوبیاری
پژمان خوبیاری (زادهٔ ۵ ژانویهٔ ۱۹۸۹) یک بازیکن فوتبال اهل ایران است.
از باشگاه‌هایی که در آن بازی کرده‌است می‌توان به باشگاه ورزشی ام صلال و باشگاه ورزشی الوکره اشاره کرد.